# Cesta (jeroglífico)
| V30 |

| V30 |

| V31 |

## Jeroglífico cesta: lista de usos

### Lista de usos enepítetos
| V30 · N16 · N16 |

| V30 · N28 · Z2ss |

| O9 |

### Usos faraónicos
Frecuentemente, el faraón es mostrado en relieves o en declaraciones relacionadas con cartuchos como Señor de las Dos Tierras. El jeroglífico cesta es usado como 'señor', o 'rey'. Reinas, o diosas usan esa forma sin el 'señor', el femenino está implícito por el jeroglífico "t" por lo que no necesita la cesta. La cesta es usada para cualquiera.

### Uso en laPiedra de Rosetta
| Aa1 · X1 · V30 |

| V30 |

## Galería: El jeroglífico usado comoSeñor de las Dos Tierras(Neb Tauy)

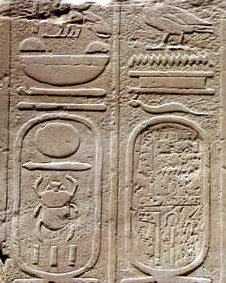
Cartucho de Amenofis II con la cesta en el epíteto Señor de las Dos Tierras

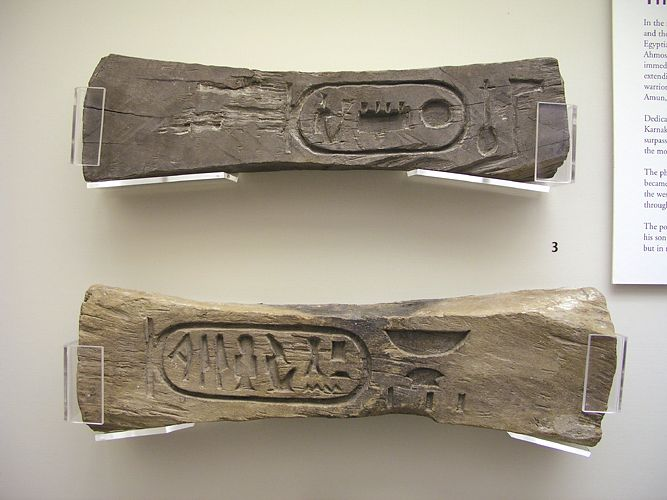
Soportes de madera para bloques de piedra. En el inferior el nombre de Seti I con el epíteto Señor de las Coronaciones con la cesta.

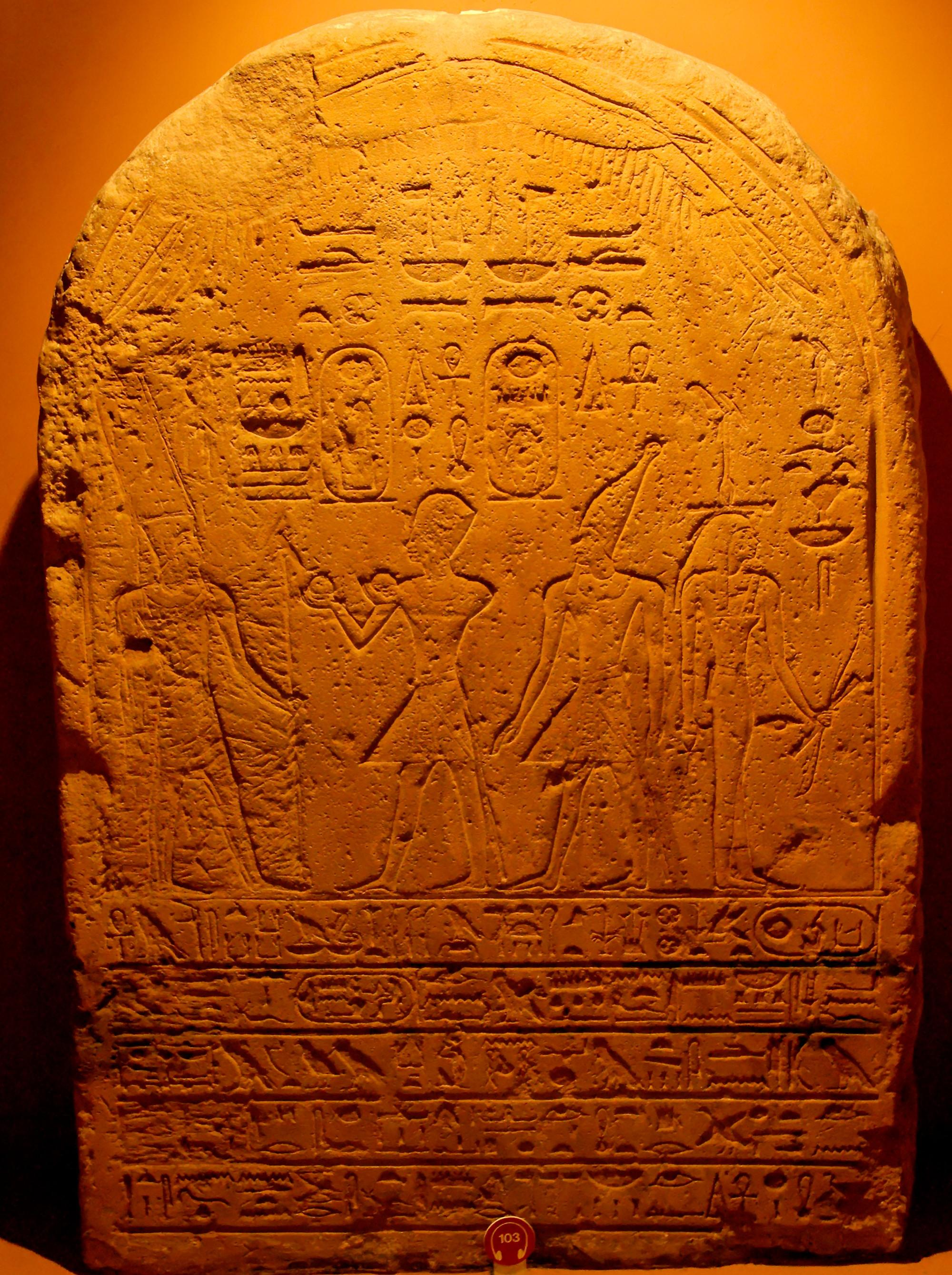
Usos de la cesta en la luneta de la Estela de Hatshepsut y Tutmosis III. En las dos columnas centrales: Señor de (el) Cielo, a la izquierda como dios Amón, Señor de las Dos Tierras, y tercer uso a la derecha.
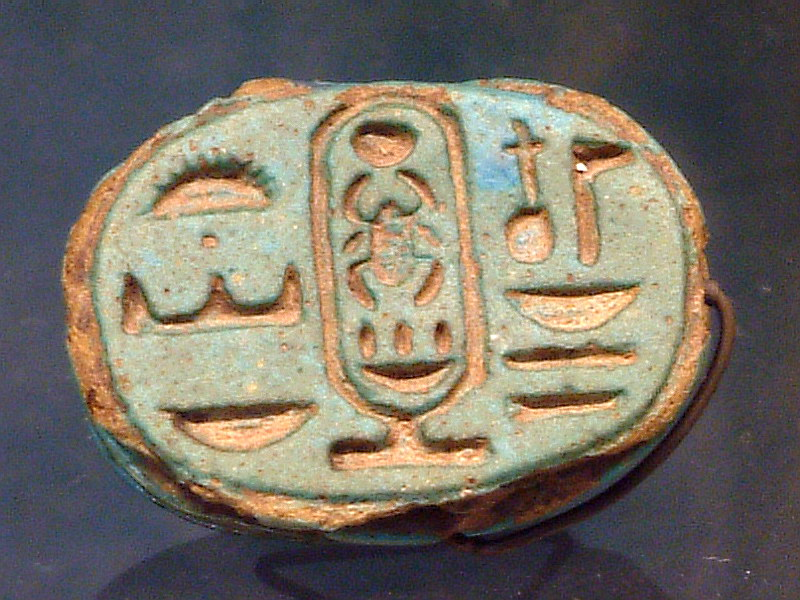
Anillo de Oro: Faraón-'Maravilloso', Señor de las Dos Tierras, etc. (desde la columna de la derecha del centro)

## Galería:Cestausado en líneas o en bloque

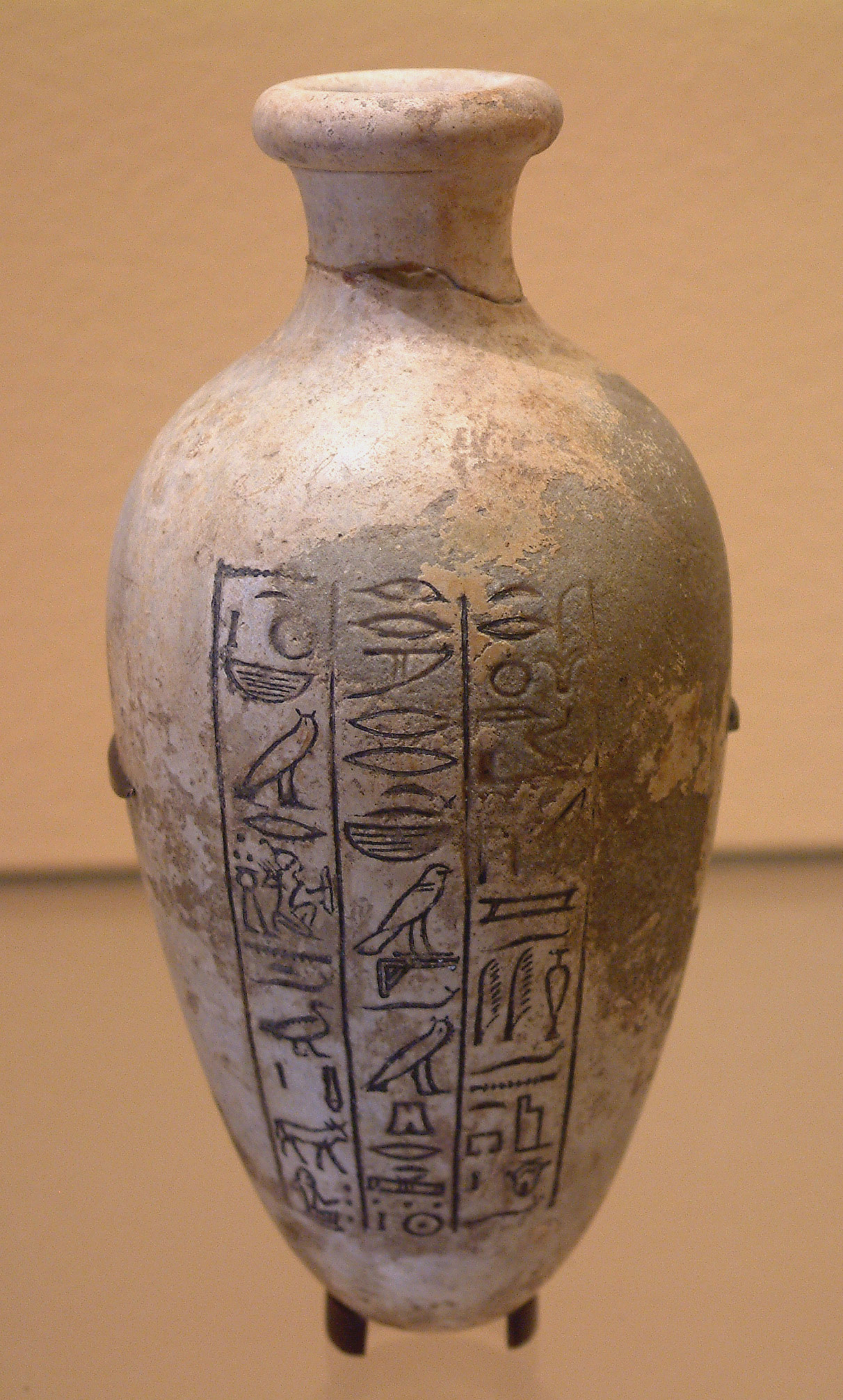
Líneas en cesta de mimbre
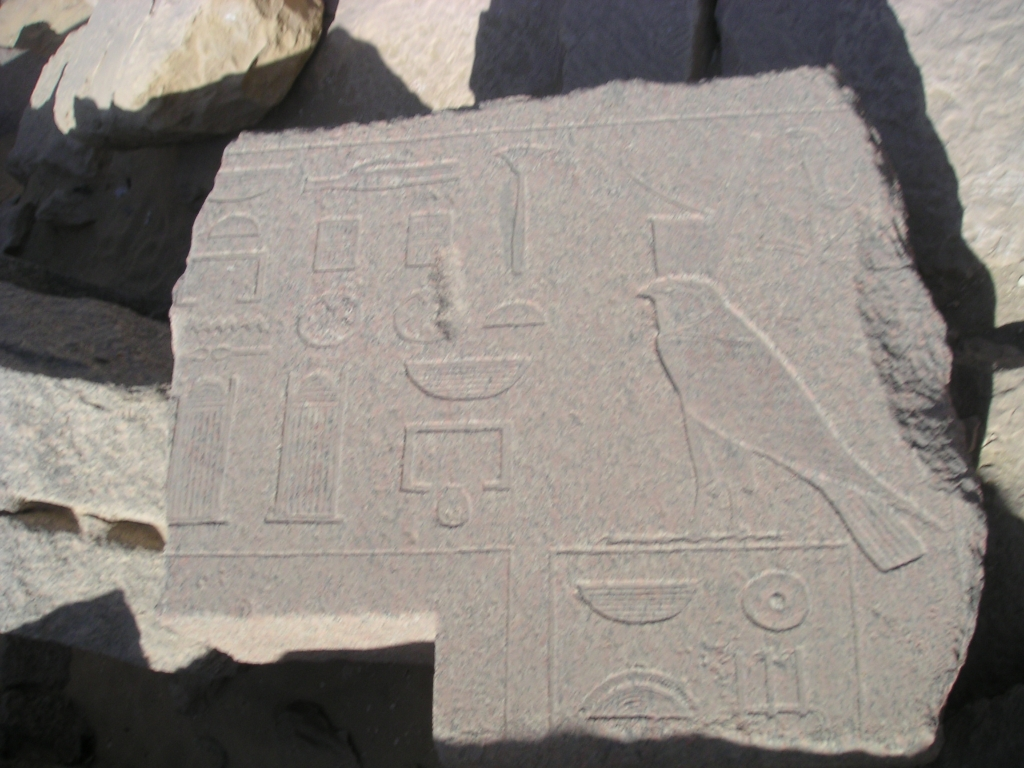
Faraón Sahure relieve
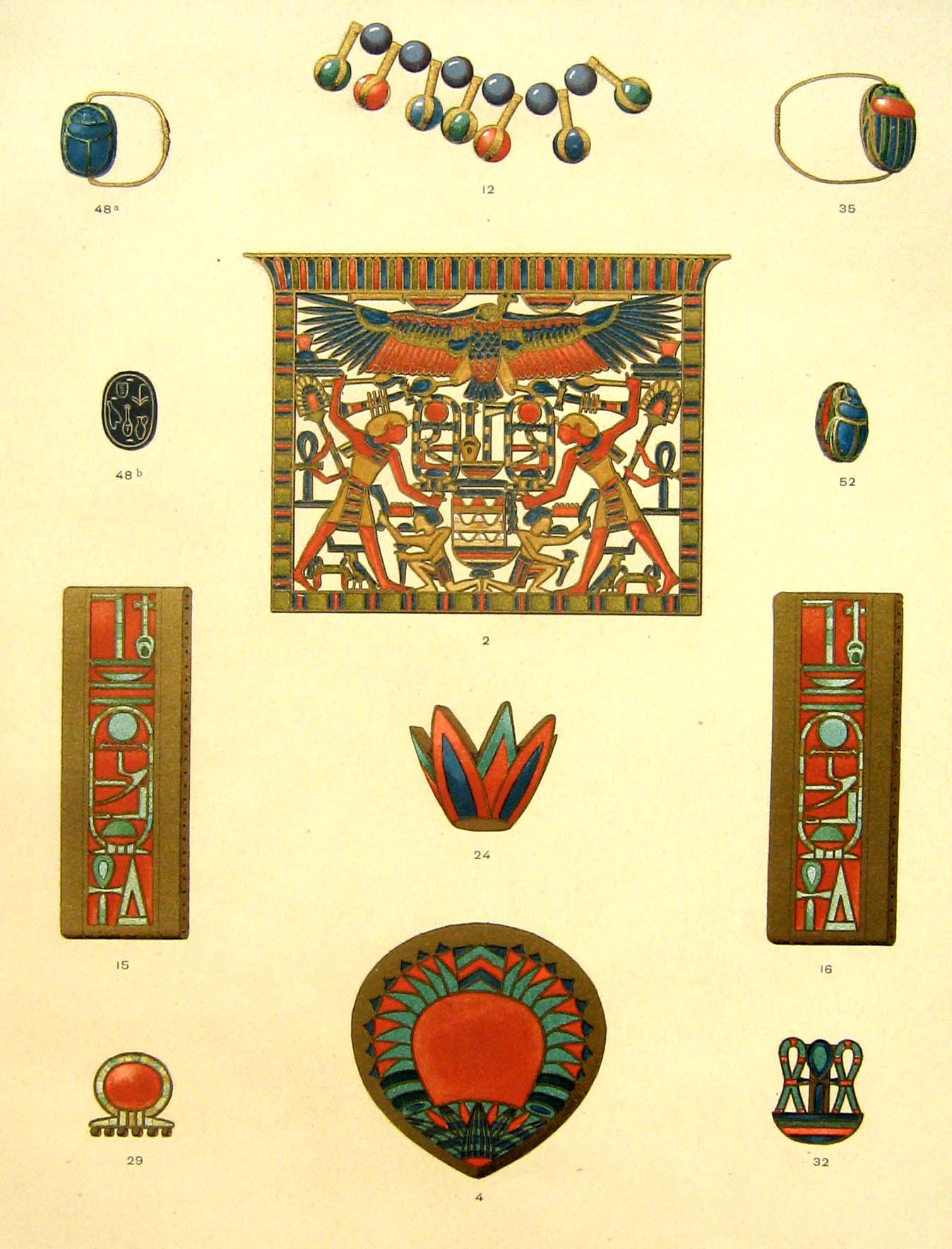
Pectoral con incrustaciones de cestas alineadas-(azul-rojo-blanco-azul) Pin con jeroglíficos anj y Sa en cesta (azul-verde-roja-azul)